# Koski-Falki
Koski-Falki – wieś w Polsce położona w województwie podlaskim, w powiecie siemiatyckim, w gminie Perlejewo.
Zaścianek szlachecki Falki należący do okolicy zaściankowej Koski położony był w drugiej połowie XVII wieku w ziemi drohickiej województwa podlaskiego. W latach 1975–1998 miejscowość administracyjnie należała do województwa łomżyńskiego.
Wierni kościoła rzymskokatolickiego należą do parafii Narodzenia Najświętszej Maryi Panny w Ostrożanach.